# The Platinum Collection (D:Ream)
The Platinum Collection è una raccolta non ufficiale della band britannica pop / dance dei D:Ream. La compilation è stata infatti pubblicata senza il consenso del gruppo, nel mese di luglio del 2006, su etichetta WEA Records, per la nota serie omonima, che raccoglie nel proprio catalogo un gran numero di artisti solisti e gruppi musicali. L'unica collection dei D:Ream ufficialmente riconosciuta dai due componenti originari, il cantante e compositore Peter Cunnah e il DJ e produttore Al Mackenzie, è "The Best of D:Ream", uscita nel 1997, su etichetta Magnet Records, distribuita dalla major Warner Music e promossa dalla FXU Management, a séguito della seconda ristampa del loro più grande successo commerciale, la Numero Uno britannica del 1994, intitolata Things Can Only Get Better, adottata come inno dal Partito Laburista, durante le Elezioni Generali del 1997 in Gran Bretagna - in quell'occasione, il brano ha raggiunto il Numero 19 (alla sua primissima uscita, nel 1993, si era fermata invece al Numero 24). The Platinum Collection, anche se non ufficiale, presenta almeno due tracce di interesse: U R The Best Thing (Perfecto Radio Mix) e Take Me Away (Brothers in Rhythm Radio Edit) - si tratta di due versioni radiofoniche alternative, originariamente contenute nel formato singolo dei rispettivi brani, remixate da DJ Perfecto e i Brothers in Rhythm. Il resto dell'album ripropone più o meno la stessa tracklisting del greatest hits ufficiale del gruppo, con tutti i singoli tratti dagli unici due album di studio da loro realizzati, i 7 da "D:Ream On Volume 1", del 1993, e i tre da World, del 1995, entrambi Top 5 nella Classifica Britannica degli Album, oltre a un paio di canzoni note, ma mai pubblicate su singolo, tratte dal primo album (Glorious e So Long Movin' On) e dal secondo album (Hold Me Now e Heart of Gold). Di fatto, la raccolta comprende metà del secondo album e l'intero primo album dei D: Ream, probabile motivo per cui la band non riconosciuto la compilation, che rischia così di far scendere l'interesse per il lavoro di debutto originario.

## Tracce
1. Things Can Only Get Better (*)
2. Take Me Away (*)
3. U R The Best Thing (*)
4. Shoot Me with Your Love (**)
5. Unforgiven (*)
6. I Like It (*)
7. Party Up the World (**)
8. Blame It On Me (*)
9. Hold Me Now (**)
10. Star (*)
11. Heart of Gold (**)
12. Picture My World (*)
13. Glorious (*)
14. So Long Movin' On (*)
15. The Power (Of All the Love in the World) featuring T.J. Davis (**)
16. U R The Best Thing (Perfecto Radio Mix) [CD singolo]
17. Take Me Away (Brothers in Rhythm Radio Edit) [CD singolo]

- tra parentesi l'album o il singolo di provenienza

## Credits
Vedi i due album di studio dei D:Ream:
- "D:Ream On Volume 1" (*)
- "World" (**)